# Pero
Pero je izrastek kože ptičev, ki ga sestavljajo poroženele celice povrhnjice. Izrašča po vsem telesu ptičev in tvori zaščitno plast, ki ji skupno pravimo perje. Izraz »perje« pomeni tudi množico peres, ne nujno v kontekstu poraščenosti ptičev, npr. kot polnilo za blazine. Po prisotnosti peres se ptiči ločijo od vseh drugih skupin živali. S perjem so bili poraščeni samo še dinozavri iz podreda Theropoda, neposredni predniki ptičev. Perje ptičem služi kot toplotna izolacija, je kritično za sposobnost letenja, njegova barva in oblika pa imata vlogo pri spolnem vedenju ali skrivanju pred plenilci. Peresa naj bi se razvila iz nitastih izrastkov kože dinozavrov, ki so služili za toplotno izolacijo.

## Struktura peresa
Ptičje pero je sestavljeno iz tulca, strženastega rebrca, vej, gladkih in kaveljčastih vejic, ki skupaj sestavljajo kosmačo. Tulec je vsajen v kožo in se na drugi strani nadaljuje v osrednje rebro ali os, iz katerega dvostransko izrašča na stotine stranskih vej, nameščenih v eni ravnini. Iz vej se zopet dvostransko cepijo žarki ali vejice in na tistih, ki so obrnjene proti vrhu peresa, so drobni kaveljčki, s katerimi se oprijemajo nekaveljčkastih vejic naslednje stranske veje. Takšna prepletajoča zgradba daje peresu stalno obliko in trdnost.
Po strukturi se β-keratin, ki sestavlja peresa, kljune in kremplje ptičev nekoliko razlikuje od α-keratina, ki ga najdemo v človeških laseh in nohtih. Beljakovinske verige so namreč med seboj povezane z vodikovimi in disulfidnimi vezmi, kar tem strukturam daje še večjo trdnost.

## Tipi peres
Poznamo dva glavna tipa peres, krovna in puhasta peresa. 
- Krovna peresa imajo ravno osrednjo os ali rebro, iz katerega izraščajo ožja stranska rebra, iz teh pa še manjša stranska rebrca, ki držijo rebra skupaj, zaradi česar slednja tvorijo ravno površino. Na bazi je predel med seboj nepovezanih reber, ki tvorijo puhast del peresa - kosmačo.
- Puhasta peresa imajo samo rebra brez rebrc, ki niso urejena v ravno površino, podobno kot kosmača krovnih peres.
- Letalna peresa so posebna oblika krovnih peres brez kosmače, ki jih najdemo na perutih in repu ptičev in imajo ključno vlogo pri letenju. Letalna peresa na perutih so dolga, toga in nesimetrična. Oblikovana so tako, da med letom omogočajo čim večji vzgon. Repna peresa so pogosto vzdolžno simetrična.

## Uporaba perja
Zaradi mehkobe in odlične toplotne izolacije uporabljamo perje, predvsem gosje, kot polnilo za blazine, odeje, spalne vreče in zimska oblačila. V preteklosti so perje uporabljali tudi za izdelavo puščic in pisanje. Sorodnim pisalom tako še danes pravimo pero.
Orlova peresa imajo za ameriške staroselce veliko kulturno in versko vrednost.